# لیبرتادورس (رهبر)

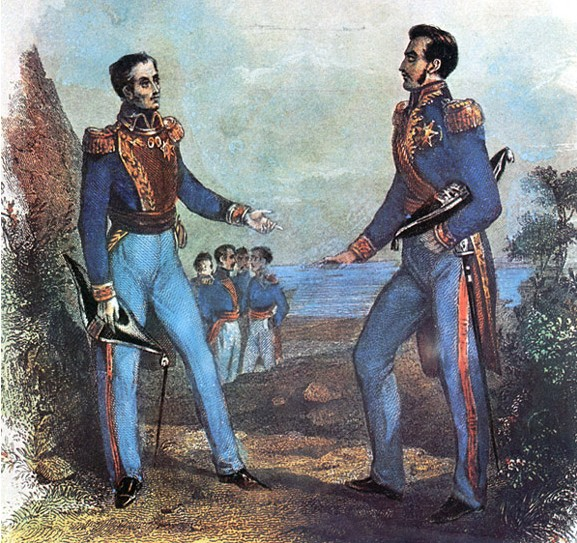
کنفرانس گوایاکیل (۱۸۲۲) میان سیمون بولیوار و خوزه د سن مارتین که دو تن از بزرگترین آزادی‌بخشان قاره آمریکا بودند.

لیبرتادورس به معنی آزادی‌بخش‌ها (به اسپانیایی و پرتغالی: Libertadores، تلفظ اسپانیایی: [liβeɾtaˈðoɾes] ()، پرتغالی:[libeɾtaˈdoɾis]) لقبی برای رهبران جنگ‌های استقلال آمریکا از اسپانیا و پرتغال است. این نام در واکنش و تضاد با لقب کانکیستاتورس (به معنای فاتحان) به وجود آمد.
افرادی که لیبرتادور نامیده شده‌اند، غالباً بورژواهایی از طبقهٔ کریولو (اسپانیایی‌هایی که بومی قاره آمریکا شده‌بودند) بودند و تحت تأثیر مفاهیم لیبرالیسم قرار داشتند و اغلب تمرینات نظامی خود را در متروپل‌های کشور مادر دیده بودند.

## فهرست لیبرتادورها
| تصویر | نام (زاده-متوفی)                     | مشارکت در آزادیِ                                              | بخشی از | منبع        |
| ----- | ------------------------------------ | ------------------------------------------------------------ | --- | ----------- |
|       | خوزه د سن مارتین (۱۷۷۸–۱۸۵۰)         | آرژانتین، شیلی و پرو                                         | جنگ استقلال آرژانتین عبور از آند جنگ استقلال شیلی جنگ استقلال پرو                                                     | [ ۲ ]       |
|       | سیمون بولیوار (۱۷۸۳–۱۸۳۰)            | کلمبیا، ونزوئلا، اکوادور، پرو، پاناما و بولیوی               | جنگ استقلال ونزوئلا Admirable Campaign پاتریا بوبا جنگ استقلال اکوادور جنگ استقلال پرو جنگ استقلال بولیوی             | [ ۳ ]       |
|       | اگوستین د ایتروبیده (۱۷۸۳–۱۸۲۴)      | مکزیک، گواتمالا، السالوادور، هندوراس، نیکاراگوئه و کاستاریکا | جنگ استقلال مکزیک design of the Plan de Iguala                                                                        | [ ۴ ]       |
|       | مانوئل بلگرانو (۱۷۷۰–۱۸۲۰)           | آرژانتین، بولیوی و پاراگوئه                                  | تسخیر ریورپلات توسط بریتانیا انقلاب مه کمپین پاراگوئه جنگ استقلال آرژانتین جنگ استقلال بولیوی                         | [ ۵ ]       |
|       | برناردو اوخیگینس (۱۷۷۸–۱۸۴۲)         | شیلی و پرو                                                   | جنگ استقلال شیلی جنگ استقلال آرژانتین جنگ استقلال پرو                                                                 | [ ۶ ] [ ۷ ] |
|       | میگل ایدالگو ی کوستییا (۱۷۵۳–۱۸۱۱)   | مکزیک                                                        | Grito de Dolores جنگ استقلال مکزیک                                                                                    | [ ۸ ]       |
|       | خوسه ماریا مورلوس (۱۷۶۵–۱۸۱۵)        | مکزیک                                                        | جنگ استقلال مکزیک wrote the Sentimientos de la Nación                                                                 | [ ۹ ]       |
|       | رامون کاستیا (۱۷۹۷–۱۸۶۷)             | پرو                                                          | جنگ استقلال پرو | [ ۱۰ ]      |
|       | آندرس د سانتا کروز (۱۷۹۲–۱۸۶۵)       | بولیوی و پرو                                                 | جنگ استقلال بولیوی جنگ استقلال آرژانتین جنگ استقلال پرو جنگ استقلال اکوادور جنگ کنفدراسیون                            | [ ۱۰ ]      |
|       | خوزه گرواسیو آرتیگاس (۱۷۶۴–۱۸۵۰)     | استان‌های متحد ریو د لا پلاتا                                 | اشغال باندا اورینتال توسط پرتغال اشغال ریور پلات توسط بریتانیا تسخیر باندا اورینتال توسط پرتغال جنگ‌های داخلی آرژانتین | [ ۱۰ ]      |
|       | توماس کوچرانه (۱۷۷۵–۱۸۶۰)            | برزیل، شیلی                                                  | جنگ‌های انقلاب فرانسه جنگ‌های ناپلئونی جنگ استقلال شیلی جنگ استقلال پرو جنگ استقلال برزیل جنگ استقلال یونان             | [ ۴ ]       |
|       | فرانسیسکو د میراندا (۱۷۵۰–۱۸۱۶)      | ونزوئلا                                                      | جنگ انقلاب آمریکا انقلاب فرانسه جنگ استقلال ونزوئلا                                                                   | [ ۱۱ ]      |
|       | ماریانو مورنو (۱۷۷۸–۱۸۱۱)            | آرژانتین                                                     | انقلاب مه جنگ استقلال آرژانتین اروکشی به پاراگوئه                                                                     | [ ۱۲ ]      |
|       | ماریا لئوپلدینه اتریشی (۱۷۹۷ – ۱۸۲۶) | برزیل                                                        | استقلال برزیل | [ ۱۳ ]      |
|       | پدروی یکم (۱۷۹۸–۱۸۳۴)                | برزیل                                                        | جنگ استقلال برزیل Cisplatine War Liberal Wars                                                                         | [ ۱۴ ]      |
|       | انتونیو خوزه دو سوکره (۱۷۹۵–۱۸۳۰)    | بولیوی، پرو، اکوادور، ونزوئلا                                | جنگ استقلال ونزوئلا جنگ استقلال اکوادور جنگ استقلال بولیوی جنگ استقلال پرو جنگ گرند کلمبیا-پرو                        | [ ۱۵ ]      |

## میراث
پرچم‌های ونزوئلا، کلمبیا و اکوادور بر پایه نقشی از فرانسیسکو میراندا در سال ۱۸۰۶ طراحی شد. همچنین، بولیوی نام کشور خود را از روی اسم سیمون بولیوار، رئیس‌جمهور گرند کلمبیا، برگزیده است. سن مارتین در کشور پرو به لقب «رئیس محافظ» این کشور نائل آمده. جام فوتبال لیبرتادورس نیز توسط کنفدراسیون فوتبال آمریکای جنوبی برای یادبود این شخصیت‌های تاریخی انتخاب شده‌است.